# کماندوها ۳: مقصد برلین
کماندوها ۳: مقصد برلین (به انگلیسی: Commandos 3: Destination Berlin) یک بازی ویدئویی به سبک تاکتیک هم‌زمان و چهارمین قسمت در مجموعه بازی‌های کماندوها است، که توسط پایرو استودیوز توسعه یافته و به‌وسیلهٔ شرکت آیدوس اینتراکتیو در سال ۲۰۰۳ برای مایکروسافت ویندوز روانه بازار شد. همچنین نسخه مک‌اواس این بازی در سال ۲۰۰۵، توسط فرال اینتراکتیو در کنار کماندوها ۲: مردان دلیر به عنوان قسمتی از بستهٔ نبرد کماندوها عرضه شد.
نسخهٔ ریمستر این بازی در اوت ۲۰۲۲، برای مایکروسافت ویندوز، نینتندو سوئیچ، پلی‌استیشن ۴ و ایکس‌باکس وان منتشر شد.

## گیم پلی
روند بازی این نسخه بسیار شبیه به نسخه‌های پیشین این مجموعه بازی است. شخصیت‌های بازی می‌توانند از اسلحه‌های متنوع در طول بازی استفاده کنند، اما برخی از تجهیزات و اسلحه‌ها مخصوص شخصیت‌های خاصی است و برای مثال تجهیزات انفجاری فقط مخصوص تخریب‌چی (توماس هانکک) است. در طول بازی، بازیکن می‌تواند تجهیزات درون جعبه‌ها را مشاهده کند و از آن‌ها استفاده کند، همچنین قادر است از یونیفرم‌های دشمنان استفاده کند. بازی دارای سه مرحله اصلی است و با ادامه دادن این مراحل، مرحله‌های دیگر باز می‌شود. این سه مراحل اصلی شامل سه عملیات استالینگراد، نرماندی و اروپای مرکزی می‌شود. بر خلاف نسخه‌های قبلی این سری، در بیشتر مأمورایت‌های مقصد برلین محدودیت زمانی وجود دارد. تنها شش تن از کماندوها در این قسمت حضور دارند که شامل کلاه‌سبز (جک اوهارا)، تک‌تیرانداز (فرانسیس تی. وولریج)، غواص (جیمز بلکوود)، تخریب‌چی (توماس هانکک)، جاسوس (رنه دشام) و دزد (پل تولدو) هستند.